# Атаксія
Ата́ксія (грец. α — «без» і ταξις — «порядок») — розлад координації довільних рухів, що може проявлятися порушеннями ходи, рухів рук і очей, змінами мовлення. Ознаками є порушення рівноваги при стоянні, нечіткість, неузгодженість й надмірність рухів. Атаксія — це клінічний симптом, що вказує на дисфункцію частин нервової системи, які координують рухи, таких як мозочок. Атаксія може обмежуватися однією стороною тіла (геміатаксія). Легкий ступінь атаксії називається дистаксією, також існує атаксія Фрідрайха, яка найчастіше проявляється порушенням ходи, та інші.

## Види

### Мозочкова атаксія
Термін «мозочкова атаксія» вживають для позначення атаксії, яка обумовлена дисфункцією мозочка. Мозочок відповідає за інтеграцію нервових імпульсів, що потрібно для координації та планування рухів. Хоча атаксія проявляється не при всіх ураженнях мозочка, але багато станів, що порушують роботу мозочка також спричинюють атаксію. Люди з мозочковою атаксією можуть мати проблеми з регулюванням сили, діапазону, напрямку, швидкості та ритму м'язових скорочень. Це призводить до характерного типу нерегулярного, некоординованого руху, який може проявлятися багатьма можливими способами, такими як асинергія, затримка часу реакції та дисхронометрія. Особи з мозочковою атаксією можуть також виявляти нестабільність ходи, труднощі з рухами очей, дизартрію, дисфагію, дисметрію, дисдіадохокінезію, м'язову слабкість
Люди з мозочковою атаксією спочатку не втримують рівновагу, нездатні стояти на одній нозі або виконувати тандемну ходу. Людям, з тяжкою формою, потрібні допомога та зусилля, щоб стояти та ходити. Також може бути присутньою дизартрія, порушення артикуляції, що характеризується «скандуючою» вимовою, що має повільний темп, нерегулярний ритм і гучність. Може спостерігатися невиразність вимови, тремтіння голосу та атаксичне дихання. Атаксія мозочка може призвести до порушення координації рухів, особливо в кінцівках. Також можуть спостерігатися порушення при чергуванні рухів (дисдіадохокінезія), дисритмія, тремор голови та тулуба (титубація).
- Порушення функції клаптикової частки черв'яка і вузликової частки півкуль мозочку погіршує рівновагу і контроль рухів очей.
- Порушення функції черв'яка загалом проявляється ходою «п'яного моряка» (так звана тулубна атаксія)[7], що характеризується невпевненими початком руху та зупинкою, бічними відхиленнями та нерівними кроками. Дослідження, що вивчають падіння серед цієї популяції, показують, що 74–93 % пацієнтів принаймні один раз падали за останній рік, і до 60 % визнають, що бояться падіння.[8][9]
- Дисфункція півкуль мозочку являє собою порушення у виконанні довільних, планомірних рухів кінцівками (так звана апендикулярна атаксія).[7] До них належать:

1. Грубе тремтіння, виразне при виконанні довільних рухів, можливо, із залученням голови та очей, а також кінцівок і тулуба;
2. Своєрідні аномалії письма (великі, нерівні літери, неправильне підкреслення);
3. Своєрідна дизартрія (нечітка мова, іноді характеризується вибуховістю інтенсивності голосу, незважаючи на його регулярний ритм).
4. Нездатність виконувати рухи, що швидко чергуються (дисдіадохокінезія).[10]
5. Нездатність судити про відстань або діапазон руху (дисметрія). Розрізняють гіпометрію та гіперметрію. Це іноді спостерігається, коли пацієнта просять простягнути руку і торкнутися чийогось пальця або торкнутися власного носа.[10]
6. Втрата контрольного рефлексу. Наприклад, коли пацієнт ізометрично згинає лікоть проти опору. Коли опір раптово знімається без попередження, рука пацієнта може замахнутись і навіть вдарити себе.[10] Пацієнти можуть виявляти невиражені та явні когнітивні симптоми, які підпадають під термінологію синдрому Шмахмана.[11]

## Сенсорна атаксія
Термін сенсорна атаксія застосовується для позначення атаксії, що розвинулася внаслідок втрати пропріоцепції, втрати чутливості до положень суглобів та частин тіла. Як правило, причиною є дисфункція задніх канатиків спинного мозку, оскільки вони несуть пропріоцептивну інформацію до мозку. У деяких випадках причиною сенсорної атаксії може бути дисфункція різних відділів мозку, які отримують позиційну інформацію (мозочок, таламус і тім'яні частки). Сенсорна атаксія проявляється нестабільною ходою з важкими ударами п'ятою («тупіт»), а також постуральною нестабільністю, яка зазвичай гіршає, коли відсутність пропріоцептивної інформації не може бути компенсована за допомогою візуальної. Лікарі можуть знайти докази сенсорної атаксії під час фізичного огляду за допомогою тесту Ромберга (пацієнт стоїть, зігнувши ноги та закривши очі, у постраждалих пацієнтів це спричиняє широкі коливання та, можливо, падіння).

## Вестибулярна атаксія
Термін «вестибулярна атаксія», також «вестибуло-атактичний синдром» вживають для позначення атаксії, зумовленої дисфункцією вестибулярної системи, яка супроводжується вираженим запамороченням, нудотою та блювотою в гострих односторонніх випадках. У повільних, хронічних двосторонніх випадках вестибулярної дисфункції ці характерні прояви можуть бути відсутніми, а порушення рівноваги може бути єдиним проявом.

## Причини

### Вогнищеві ураження
Будь-який тип вогнищевого ураження центральної нервової системи (наприклад, інсульт, пухлина головного мозку, розсіяний склероз, запальний процес, зокрема саркоїдоз) спричиняє тип атаксії, що відповідає місцю ураження: мозочкова, сенсорна, або вестибулярна.

### Метаболічна атаксія
Екзогенні речовини, що мають депресивний вплив на функцію центральної нервової системи, здатні викликати атаксію. Найпоширенішим прикладом є етанол (алкоголь), який здатний викликати оборотну мозочкову та вестибулярну атаксію. Подібний вплив можуть мати деякі ліки, що відпускаються за рецептом (наприклад, більшість протиепілептичних препаратів можуть спричиняти мозочкову атаксію як можливий побічний ефект), рівень літію понад 1,5 мЕкв/л, приймання синтетичного канабіноїду HU-211 та різні інші препарати, що є антагоністами рецепторів NMDA (наприклад, кетамін). Наступним класом фармацевтичних препаратів, які можуть викликати короткочасну атаксію, особливо у високих дозах, є бензодіазепіни. Вплив високого рівня метилртуті через споживання риби з високими концентраціями ртуті також є відомою причиною атаксії та інших неврологічних розладів.
Радіаційне отруєння
Атаксія може бути спричинена важким гострим радіаційним отруєнням (поглиненою дозою більше 30 Грей).
Дефіцит вітаміну В12
Дефіцит вітаміну В12 може спричинити мозочкову та сенсорну атаксії та інші неврологічні порушення.
Гіпотиреоз
В деяких пацієнтів з гіпотиреозом спостерігається оборотна атаксія мозочка, деменція, периферична нейропатія, психоз та кома. Більшість неврологічних ускладнень покращуються замісною терапією гормонами щитоподібної залози.

### Причини сенсорної атаксії
Периферичні невропатії можуть спричиняти генералізовану або локалізовану сенсорну атаксію (наприклад, лише в одній кінцівці) залежно від ступеня невропатичної участі. Розлади хребта різних типів можуть спричинити сенсорну атаксію з нижче рівня ураження.
Неспадкові причини дегенерації мозочка
Неспадковими причинами ураження мозочка є: хронічне зловживання алкоголем, травми голови, паранеопластична та неапаранеопластична аутоімунні атаксії, набряк головного мозку на висоті, целіакія, гідроцефалія та інфекційний або постінфекційний церебеліт.
Спадкові причини
Аутосомно-домінантні розлади, наприклад спиноцеребелярна атаксія, епізодична атаксія, а також аутосомно-рецесивні розлади, наприклад атаксія Фрідрайха та хвороба Німана — Піка хвороба, атаксія телеангіектазія та абеталіпопротеїнемія, можуть викликати атаксію. Крім того, атаксія може бути симптомом синдрому тремору/атаксії асоційованого з тендітною Х-хромосомою.
Вади розвитку мозку, наприклад Мальформація Арнольда — Кіарі (вроджена атаксія).
Дефіцит бурштинової семіальдегіддегідрогенази
Дефіцит бурштинової семіальдегіддегідрогенази є аутосомно-рецесивним захворюванням, що спричинене мутацією гена ALDH5A1 і призводить до накопичення гамма-гідроксимасляної кислоти (GHB) в організмі. GHB накопичується в нервовій системі і може спричинити атаксію, а також інші неврологічні дисфункції.
Хвороба Вільсона
Хвороба Вільсона є аутосомно-рецесивним розладом (мутація гена ATP7B), що призводить до нездатності правильно виводити мідь з організму. Мідь накопичується в нервовій системі та печінці і може спричинити атаксію, а також інші неврологічні та органні порушення.
Глютенова атаксія
Глютенова атаксія — це аутоімунне захворювання. Рання діагностика та лікування безглютеновою дієтою можуть покращити атаксію та запобігти її прогресуванню. Ефективність лікування залежить від часу, що минув від початку атаксії до встановлення діагнозу, оскільки загибель нейронів в мозочку в результаті впливу глютену є незворотною.
Порушення роботи натрієво-калієвої помпи
Показано, що насос контролює і встановлює режим внутрішньої активності нейронів Пуркіньє мозочка. Це говорить про те, що насос може бути не просто гомеостатичною молекулою, а і обчислювальним елементом мозочка та мозку.
Атаксія мозочка, пов'язана з антитілами проти GAD
Антитіла проти декарбоксилази глутамінової кислоти (ДГК, англ. GAD), що перетворює глутамат на ГАМК, викликають порушення функцій мозочка. Атаксія, пов'язана з GAD-антитілами, є частиною групи, яка називається імуно-опосередкованою атаксією мозочка.

## Діагностика
- КТ або МРТ мозку можуть допомогти визначити потенційні причини. МРТ іноді може показати зменшення мозочка та інших структур мозку у людей з атаксією, тромб або пухлину.
- Люмбальна пункція — голка вводиться між двома поперековими хребцями, щоб взяти зразок спинномозкової рідини для дослідження.
- Генетичне тестування

## Лікування
Лікування атаксії та його ефективність залежать від основної причини. Відновлення, як правило, є кращим у осіб з вогнищевим ураженням (наприклад, інсульт або доброякісна пухлина), порівняно з тими, хто має неврологічний дегенеративний стан. Невелика кількість рідкісних станів із вираженою мозочковою атаксією піддається специфічному лікуванню, до цих станів належать: дефіцит вітаміну Е, абеталіпопротеїнемія, церебротендінозний ксантоматоз, хвороба Німана — Піка типу С, хвороба Рефсума, дефіцит транспортера глюкози типу 1, епізодична атаксія типу 2, глютенова атаксія, атаксія, пов'язана з антитілами до декарбоксилази глутамінової кислоти.
Прояви атаксії можна зменшити за допомогою фармакологічних методів лікування, а також за допомогою фізичної терапії та ерготерапії. До лікарських засобів для боротьби з атаксією, належать: 5-гідрокситриптофан (5-HTP), ідебенон, амантадин, фізостигмін, L-карнітин або похідні, триметоприм / сульфаметоксазол, вігабатрін, фосфатидилхолін, ацетазоламід, 4-амінопіридин, буспірон та поєднання коферменту Q10 і вітаміну Е.